# Club Atlético Comercio
El Club Atlético Comercio es un club deportivo argentino establecido en el barrio de Núñez, en la ciudad de Buenos Aires. Fundado en 1905, es reconocido por haber participado en los campeonatos de Primera División de la Asociación Argentina de Football entre 1913 y 1915. Actualmente se dedica al tenis.

## Historia
Fue fundado el 5 de junio de 1905 en el barrio de Núñez, entre Blandengues, hoy Avenida del Libertador, y Manuela Pedraza.

### Primeros años
En 1907 se afilió a la Argentine Football Association y se incorporó a la Segunda División. También incorporó equipos juveniles en la Tercera División.
El 21 de abril hizo su debut en el fútbol argentino en un histórico enfrentamiento. En su visita a Crucecita, enfrentó por primera vez a uno de los cinco grandes, al Club Atlético Independiente, y se impuso por 3 a 1 con dos goles de Elizalde y uno de Pérez. En el resto del torneo perdió sus encuentros con pocas excepciones, y finalizó último en la sección.
Tras 1 año ausente, vuelve a afiliarse en 1910, nuevamente en Segunda División. Allí consigue quedar entre los 3 mejores de la sección B, debajo de Banfield y Ferro Carril Oeste, que accedieron a la siguiente instancia. El buen desempeño le permitió mantener la categoría, al ser incorporado a la nueva División Intermedia.

### Llegada a Primera División
Inició el campeonato de 1911 en la División Intermedia con un empate por 2 a 2 ante Banfield. El 11 de junio enfrentó por primera vez a Boca Juniors, cayendo por 4 a 0 en La Boca. El 24 de septiembre, tras ir perdiendo 2 a 0, consiguió igualar por 2 a 2 ante Independiente en Núñez; sin embargo, el 22 de octubre en Avellaneda, terminó cayendo por 4 a 1.
Con el desarrollo del torneo, su desempeño lo fue complicando en la pelea por no descender. Sin embargo, el 3 de septiembre recibió a Estudiantes de La Plata, que venía puntero e invicto en el campeonato; y con los goles de Barbenza y, en 2 oportunidades, Rodríguez, lo venció por 3 a 2, siendo la única derrota del pinchaen el torneo. Con este resultado y otros, pudo mantener la categoría, luego de que el 12 de noviembre Nacional venciera a Banfield y lo condenara al descenso. Con la permanencia asegurada, el 17 de diciembre cerró el torneo cayendo por 6 a 1 ante Boca de local.
La temporada de 1912 no tuvo muchas diferencias. Sin embargo, al principio del torneo, varios equipos lo abandonaron para incorporarse a la nueva Primera División, surgida de una escisión en la Argentine Football Association, que pasaba a llamarse Asociación Argentina de Football. Como el club se quedó en la asociación, para la siguiente temporada fue promovido a Primera División junto a todos los equipos de la división.

### Debut en Primera División
El 13 de abril de 1913 hizo su debut en Lanús ante Ferrocarril Sud, venciendo por 2 a 0. El 25 de mayo enfrentó a River Plate por primera vez, cayendo por 3 a 2. El 8 de junio hizo su debut en la Copa de Competencia Jockey Club, cayendo por 7 a 4 ante Belgrano. El equipo cerró la primera rueda el 28 de septiembre, ante Racing, cayendo por 4 a 0. Con una floja campaña, sólo logró vencer a los equipos que se encontraban debajo suyo en la tabla.
El 5 de octubre da inicio a la segunda rueda, igualando por 1 a 1 ante Banfield. Sin embargo, tres días después, la Asociación decidió anular el encuentro y reorganizar el certamen, reemplazando la segunda rueda por una nueva fase. Esto benefició al club, ya que le permitió mantener la categoría ya que se encontraba en el undécimo puesto, y los 11 mejores compitieron por el campeonato, mientras los 4 últimos compitieron por evitar el descenso. Sin embargo, los puntajes de la primera rueda se mantuvieron, quedando fuera de la pelea del campeonato. Aunque sus únicos triunfos serían ante Estudiantil Porteño, que cedió los puntos, y ante Quilmes, que se retiró del certamen.

### El descenso
En el campeonato de 1914, el equipo fue en picada. al no conseguir triunfar en ningún encuentro y con sólo 4 empates, uno de ellos anulado por la disolución de Ferrocarril Gran Sud, el equipo terminó último en el torneo. También sufrió la derrota más abultada del torneo, al caer de local por 10 a 1 ante Huracán. Por la Copa de Competencia, había conseguido vencer por 2 a 1 a Estudiantil Porteño; sin embargo, luego perdería los puntos, quedando eliminado.
La unificación del fútbol le permitió mantener la categoría. Sin embargo, en el campeonato de 1915 tuvo un idéntico desempeño, cayendo en la mayoría de los encuentros, por abultadas goleadas en algunos. El 13 de junio hizo su debut en la Copa de Honor, luego de ausentarse en 1913, cayendo por 3 a 0 ante Kimberley en primera ronda. El 31 de octubre, tras perder los puntos ante Argentino de Quilmes, fue condenado al descenso, habiendo vencido hasta ese momento solo a Kimberley. Su último partido en Primera fue el 11 de noviembre ante Boca, cayendo por 2 a 0, aunque el día 28 debía enfrentar a Floresta, obteniendo los puntos, siendo así su último triunfo. Por la Copa de Competencia, quedó rápidamente eliminado al caer por 3 a 1 ante Independiente.

### Últimos años
En 1916 concursó la División Intermedia por última vez, ya que volvería a descender. En 1917, en Segunda División, compitió en la Sección 3 de la Zona Norte y finalizó penúltimo. En 1918 tuvo una idéntica campaña en la Sección 4.
En 1919, tras un nuevo cisma en el fútbol argentino, decidió quedarse en la Asociación Argentina. Finalizando tercero en la Sección C de la Zona Norte, se despidió del fútbol argentino.

### Actualidad
Actualmente el club está dedicado exclusivamente al tenis.
En 2021, Juan Martín del Potro visitó el club, donde realizó unas prácticas, en vías de su rehabilitación por la lesión de su rodilla derecha.

## Autoridades
- Presidente
  - Raúl Barcesat
- Vicepresidente
  - Alberto De Benedictis
- Secretaria
  - Estela De Armas
- Prosecretaria
  - Marcela Moscatelli
- Tesorero
  - Antonio Medina Kelly
- Protesorera
  - Gabriela Galán
- Vocales
  - Paolo Scalella
  - Hugo Celestino

## Datos del club

### Temporadas
- Temporadas en Primera División: 3 (1913-1915)
- Temporadas en segunda categoría: 6
  - Temporadas en División Intermedia: 3 (1911-1912, 1916)
  - Temporadas en Segunda División: 3 (1907-1908, 1910)
- Temporadas en tercera categoría: 3
  - Temporadas en Segunda División: 3 (1917-1919)

- Participaciones en Copa de Competencia Jockey Club: 3 (1913-1915)
- Participaciones en Copa de Honor MCBA: 1 (1915)

### Cronología por año
Cronología del club en categorías de la Asociación Argentina de Football:
| Temp. | Div. | Clubes | Pos. | Pts | PJ | PG | PE | PP | GF | GC | DG  | Copa                    | Otras copas       |
| ----- | ---- | ------ | ---- | --- | -- | -- | -- | -- | -- | -- | --- | ----------------------- | ----------------- |
| 1907  | 2D   | 30     | 10º  | 7   | 18 | 3  | 1  | 11 |    |    |     | —                       | —                 |
| 1908  | 2D   | 36     | 6º   | 13  | 16 | 5  | 3  | 8  | 11 | 34 | -23 |                         | —                 |
| 1910  | 2D   | 36     | 3º   |     | 22 |    |    |    |    |    |     |                         | —                 |
| 1911  | DI   | 10     | 8º   | 9   | 18 |    |    |    |    |    |     |                         | —                 |
| 1912  | DI   | 7      | 5º   | 13  | 12 | 4  | 1  | 7  | 27 | 25 | 2   |                         | —                 |
| 1913  | A    | 15     | 6º   | 15  | 19 | 6  | 3  | 10 | 30 | 42 | -12 | Preliminares (CCJC)     | —                 |
| 1914  | A    | 14     | 13º  | 3   | 12 | 0  | 3  | 9  | 13 | 36 | -23 | Octavos de final (CCJC) | —                 |
| 1915  | A    | 25     | 24º  | 7   | 24 | 2  | 3  | 19 | 23 | 77 | -54 | Preliminares (CCJC)     | Primera fase (CH) |
| 1916  | DI   |        |      |     |    |    |    |    |    |    |     |                         | —                 |
| 1917  | 2D   |        |      |     |    |    |    |    |    |    |     |                         | —                 |
| 1918  | 2D   |        |      |     |    |    |    |    |    |    |     |                         | —                 |
| 1919  | 2D   |        |      |     |    |    |    |    |    |    |     |                         | —                 |